# إنغريد هارينغا
إنغريد هارينغا (بالهولندية: Ingrid Haringa) مواليد 11 يوليو 1964 في فيلسن، هولندا، هي دراجة هولندية سابقة. سبق أن شاركت في دورة الألعاب الأولمبية الصيفية وفازت بميدالية أولمبية.

## روابط خارجية
- إنغريد هارينغا على موقع أرشيف الدراجات (الإنجليزية)
- إنغريد هارينغا على موقع إحصائيات الدراجات الإحترافية (الإنجليزية)
- إنغريد هارينغا على موقع CycleBase (الإنجليزية)
- إنغريد هارينغا على موقع SpeedSkatingBase.eu (الإنجليزية)
- إنغريد هارينغا على موقع SpeedSkatingNews.info (الإنجليزية)
- إنغريد هارينغا على موقع SpeedSkatingStats.com (الإنجليزية)
- إنغريد هارينغا على موقع اللجنة الأولمبية الدولية (الإنجليزية)
- إنغريد هارينغا على موقع أوليمبيديا (الإنجليزية)